# Coriolano Pontiggia
Coriolano Pontiggia (Varese, 21 febbraio 1912 – Varese, 6 giugno 1995) è stato un calciatore italiano, di ruolo ala.

## Carriera
Giocò due stagioni in Serie A con Torino e Livorno.